# ベイ (建築用語)

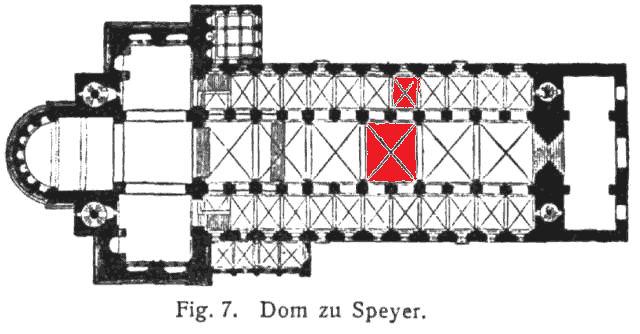
シュパイアー大聖堂の平面図。赤で塗った範囲を1ベイと数える。交差ヴォールトを支える柱を数えているため、身廊と側廊でベイとして受け止める範囲が違ってくる。

本項目では西洋建築における屋内空間の単位を捉える考え方としてのベイ (bay)を扱う。日本語では柱間（はしらま）、梁間（はりま）といった語が対応する。
ベイとは4本の柱に囲まれたエリアをさし、この考え方はロマネスク建築の頃より意識されるようになったと見られる。やがて交差ヴォールトが普及すると、ベイというブロックがはっきりと認識できるようになり、これが連続したものが建物であるという考え方もされるようになった。立面構成としても扱われ、この場合はトリビューン、アーケードや高窓といった構造体を含めたセットとなる。これらの構造をひとまとまりとして認識する単位であるから、柱は必ずしも連続したものを数えるとは限らず、例えば右図のようにベイを数える際にカウントされない柱もある。